# Tancredo de Altavila, Senhor de Cotentin
Tancredo de Altavila (em francês: Tancrède de Hauteville) (990 - 1041 (51 anos)) foi Senhor de Cotentin na Normandia e é tradicionalmente considerado o fundador da dinastia de Altavila, da qual fizeram parte vários governantes da Itália meridional, Sicília e Oriente Médio na época das Cruzadas.

## Relações familiares
Da sua primeira mulher (provável concubina) morta prematuramente, Muriela da Normandia (c. 990 - 1025), filha de Ricardo I da Normandia, conde da Normandia (933 - ?) e de Gunora da Dinamarca, princesa da Dinamarca (930 - ?) teve:
1. Serlão de Altavila.
2. Guilherme Braço de Ferro, (? - 1046).
3. Drogo de Altavila, conde da Apúlia.
4. Anfredo de Altavila, conde da Apúlia (? - 1057).
5. Godofredo de Altavila.

De sua segunda mulher (provável concubina) Fredesenda da Normandia, irmã da primeira mulher (990 - 1060) teve:
1. Roberto Guiscardo, (ca. 1015 – 1085), duque da Apúlia, da Calábria e da Sicília; casou-se com Sigelgaita, princesa de Salerno.
2. Mauger de Altavila.
3. Guilherme Altavila.
4. Alfredo de Altavila.
5. Huberto de Altavila.
6. Tancredo de Altavila.
7. Rogério I de Altavila, (1030 - 22 de junho de 1101), conde de Sicília; casou-se com Adelásia de Saboia (1050 - 16 de abril de 1118).
8. Fredesenda de Altavila; casada com o príncipe normando Ricardo I de Aversa, conde de Aversa em (1049) e príncipe de Capoue em 1058.
9. Amadeu Casinense.